# Култура Швајцарске
Швајцарска се налази на раскршћу неколико великих европских култура. Изузев енглеског, три главна језика континента, немачки, француски и италијански, представљају националне језике Швајцарске, заједно са романшким, који говори мала мањина становништва. Дакле, швајцарску културу карактерише разноликост, која се огледа у широком спектру традиционалних обичаја. 26 кантона такође је одговорно за велику културну разноликост.
Без обзира на регионалне разлике, Алпи су играле кључну улогу у обликовању историје и културе Швајцарске. Регија Готардског превоја постала је језгро Швајцарске конфедерације почетком 14. века. Данас, све планинске области Швајцарске имају јаку скијашку и планинарску културу и повезане су са народним уметностима као што су алпски рог и јодловање. Друге швајцарске културне иконе укључују швајцарску чоколаду, швајцарски сир, сатове, звонце, банкарство и швајцарске војне ножеве.

## Народна уметност
Народна уметност живи у организацијама широм земље. У Швајцарској се највише изражава у музици, плесу, поезији, дрворезу и везењу. Постоје и бројни регионални и локални обреди које одређује период у години. Јодловање, иако стереотипно за Швајцарску, није широко распрострањено и ограничено је само на неке планинске области. Исто важи и за хармонику, која се понекад назива по имену Schwiizerörgeli, што указује на то да је она швајцарски музички инструмент, а не немачки Handorgel.
Алски рог је трубачки музички инструмент од дрвета. Алпски рог се углавном користи и среће у планинским регионима, а веома је популаран у неким областима, а као јодловање и хармоника, постао је амблем традиционалне швајцарске музике.
Мелодије народне музике разликују се између региона. Генерално, они у пасторалним областима су плутајући и широког спектра. У унутрашњим и јужним Алпима, међутим, мелодије су сличније песмама и ограниченијег су опсега. Заједничке и популарне теме су теме о љубави и домовини, али су патриотске и пасторалне теме, као и ловачке теме, уобичајене.
Алпску народну културу карактеришу веома изражајни плесови. Мали музички ансамбли могу се наћи у планинским пределима, посебно у делу Швајцарске који говори француски језик.
Најчешћи облик дрворезбарства је резбарење чиповима. Такво резбарење је обично за декорацију свакодневних предмета, као што су столице за млеко, траке за звонце, дрвене кашике или штапови за ходање. Урезивање фигура је такође уобичајено, нарочито код фигура које су повезане са Божићем. У неким областима фасаде кућа су богато украшене дрворезбарством. Ово је широко распрострањено у региону Бернског високогорја у коме доминира протестантско хришћанство. У римокатоличким регијама, ово је далеко мање уобичајено.
Вез је уобичајен на традиционалној одјећи, посебно женској. Вез је често ограничен на истакнуте тачке, као што су манжетне, шешири и шалови. Вез се користи и за декорацију тканине. У прошлости, везење је било део домаће индустрије на североистоку и истоку Швајцарске. Данас је вез ограничен на туризам, јер традиционална одећа више није у употреби.
У одређеним јесењим ноћима дечије поворке са фењерима су уобичајене у немачкој Швајцарској. Лантерне (зване Rääbeliechtli) ручно су изрезбарене из коренастог поврћа, углавном репа, уклањањем унутрашњости и стављањем свеће унутра. Rääbeliechtli је украшен дизајнерским детаљима као што су традиционално сунце, месец и звезде. Фењер се затим беси на три ланца. Деца шетају улицама свог града са фењерима и певају традиционалне песме. Обичај потиче из традиције захвалности на крају жетве у новембру. Ова традиција је врло слична традицији резбарених лампиона за ноћ вештица у Ирској, Шкотској, Острву Ман (где се назива Хоп-ту-На за ноћ вештица и имају традиционалне песме), као и у деловима Енглеске и Велса. Тамо је прослава 31. октобра, када се слави келтска Нова година.

## Архитектура
У Швајцарској постоји јака архитектонска традиција. Романички стил 12. века може се наћи у катедралама у Базелу, Сиону, Хуру, Женеви и Лозани. Овај стил, који је богат изразом, може се наћи и на многим дворцима и тврђавама широм земље, од којих су многе сачуване у добром стању. Катедрале у Шафхаузену, Цугу и Цириху су у готичком стилу, а цркве у Ајнзиделнској опатији и Санкт Галену су у барокном стилу. Током ренесансе, велики број мајстора архитектуре своје таленте показао је у Италији. Већина њих је дошла из јужног кантона Тичино. Затвори у близини Дуждове палате у Венецији и мост Риалто у Венецији саградио је Антонио да Понте. Мост уздаха у Венецији саградио је Антонио Контино, а Доменико Фонтана (1543–1607) дизајнирао је читаву Латеранску палату у Напуљу, као и фасаду цркве Светог Јована Латеранског и Краљевског двора у истом граду. Фонтанин нећак Карло Мадерно био је архитекта папе Павла V. San Carlo alle Quattro Fontane, галерија Палацо Спада и манастир Филипини изградио је Франческо Боромини, а Карло Фонтана је био одговоран за фасаду Сан Марчело ал Корзо и палату Монтекиторио; Балдасаре Лонгена, из Марође, саградио је цркву Санта Марија дела Салуте, као и палате Резонико и Видман; све у Венецији.
Породице Гилиарди и Олдели из Тичина поставиле су темеље архитектуре и у Русији. Ђовани Гилиарди изградио је сиротиште у Москви, а његов син Доменико Гилиарди био је задужен за обнову јавних зграда у Москви, укључујући и Универзитет, након великог пожара 1812. године. Доменико Трезини изградио је многа места у Санкт Петербургу по наређењу Петра Великог; Пјетро Трезини (који није у сродству са Домеником) наставио је традицију током 1740-их. Ле Корбизје (Шарл-Едуар Жанре-Гри) вероватно је био најкреативнији швајцарски архитекта у иностранству у 20. веку. Он је био покретачка снага Међународне школе архитектуре која је у недавној прошлости снажно утицала на готово сваки тренд у зградама широм западне хемисфере.
Карактеристична архитектура високог квалитета може се наћи широм Швајцарске. Често се сматра као посебно иновативна модерна архитектура. Марио Бота је познати архитекта који је утицао на модерну архитектуру. Архитекте Жак Херцог и Пјер де Мерон из Базела добили су Прицкерову награду за архитектуру 2001. године, а 2009. године је награду добио швајцарски архитекта Петер Цумтор.

## Визуелне уметности
У 16. веку протестантизам је имао снажан утицај на визуелне уметности у Швајцарској. Самјуел Хијеронимуш Грим био је познати уметник из 18. века који је стварао воденим бојама и мастилом, иако је у Енглеској створио већи део свог запаженог рада. Није било готово никаквог утицаја италијанске или француске ренесансе. Швајцарски уметници су се у модерним временима почели појављивати на међународном плану. За Алберта Ђакометија се тврди да је много инспирације преузео од Етрураца, а био је међународно познати уметник. Жан Тингели фасцинирао је људе из целог света сложеним покретним скулптурама, које су изграђене искључиво од отпадног материјала. Паул Кле се понекад сматра најупечатљивијим и најимпресивнијим сликарем у Швајцарској.
Дадаистички покрет настао је у Швајцарској током 1910-их.
Упркос релативно малом броју међународно познатих уметника као што су Алберто Ђакомети и Ханс Руди Гигер, постоје значајне уметничке збирке у познатим музејима широм Швајцарске. Оне се налазе не само у градовима попут Цириха, Базела и Женеве, већ и у мањим градовима као што су Шафхаузен, Мартини и Винтертур. Музеји у мањим градовима поносни су на свој допринос уметности, која премашује оно што се обично налази у покрајинским подручјима.
Графичка уметност цвета у Швајцарској, као и креативна фотографија. Примери овога могу се наћи на календарима, часописима и рекламама на отвореном.

## Књижевност
У области књижевности, Швајцарска је изнедрила велики број познатих писаца. Жан-Жак Русо је из Женеве. Критичар и историчар Јакоб Буркхарт био је из Базела. Кућа Госпође де Стал у Копеу била је средиште европског књижевног живота током 18. века. Други значајнији швајцарски писци укључују Готфрида Келера, Конрада Фердинанда Мејера, Јеремију Готхелфа, а Шарл Фердинанд Раму, Херман Хесе и Карл Шпителер овечнани су Нобеловом наградом за своја књижевна дела.
У 20. веку представе Фридриха Доренмата и Макса Фриша импресионирале су читаоце изван граница Швајцарске. Постоји велики број регионалних дијалеката, посебно на немачком језику. Иако се за писање обично користи стандардни немачки, у многим областима постоји жива књижевност.
За дечју културу карактеристичан је швајцарски лик из цртаног филма Глоби.

## Музика
Швајцарска се обично не сматра водећом музичком нацијом. Међутим, у 20. веку је постојао велики број познатих композитора, као што су Артур Онегер, Отмар Шек и Франк Мартин, који су сви стекли међународни углед. Луцерн и Вербијер имају престижне међународне летње фестивале класичне музике: Фестивал у Луцерну и Фестивал Вербијер. Остала места имају сличне фестивале, варирајући од кантри и вестерна до попа и џеза. Посебно је познат Монтре џез фестивал. Током данашњих дана, Eluveitie је познатији швајцарски фолк метал бенд, који полако достиже мејнстрим културу, што је заправо први фолк метал бенд који то чини. Eluveitie је достигао број 4 на швајцарској Хит паради за свој албум Helvetios из 2012. године.
Швајцарски композитор и музичар Андреас Фоленвајдер стекао је светско признање својом харфном музиком и добио Гремија, а потом и две номинације за награду Греми, једну из 2007. године. Његових 17 инструменталних албума продато је у преко 15 милиона примерака.

## Медији
Новине имају јак регионални карактер, а неке су познате по свом темељитом извештавању о међународним темама, као што су Neue Zürcher Zeitung из Цириха и Le Temps из Женеве. Као и другде, телевизија игра велику улогу у модерном културном животу у Швајцарској. Национални јавни емитер, SRG SSR idée suisse, нуди три мреже, по једну за немачку, француску и италијанску говорну област Швајцарске. У деловима земље у којима живи немачко говорно становништво, телевизије из Немачке су  доста популарне, као и телевизије из Француске у деловима у којима се говори француски, те телевизије из Италије у делу који говори италијански језик. Амерички филмови и телевизијске серије имају утицај у свим областима.
Када је реч о филму, америчке продукције чине већину програма, иако је неколико швајцарских филмова уживало комерцијалне успехе последњих година. Можда због вишејезичне културе, готово сви гледају филмове у биоскопима на свом изворном језику са титловима, а филмови на телевизији се често емитују у оригиналној и синхронизованој верзији.

## Банкарство
Швајцарска је повезана са банкарским и финансијским услугама. Од почетка 18. века Швајцарска има дугу историју банкарске тајне и поверљивости клијената. Првобитни начин за заштиту богатих европских банкарских интереса, банкарска тајна Швајцарске је кодификована Федералним законом о банкама и штедним банкама из 1934. године. Сматра се "оцем банкарске тајне", и један је од највећих офшор финансијских центара и порезних уточишта у свету од средине 20. века. Након међународног притиска да се повуку закони о банкарској тајности, у Швајцарској је дошло до флуктуирајућих нивоа банкарских регулатива.
Ослобађање информација о клијентима сматра се озбиљним социјалним и кривичним делом од раних 1900-их. Запослени који раде у Швајцарској и иностранству у швајцарским банкама "дуго су се држали неписаног кода сличног ономе који су примењивали доктори или свештеници". Банкарство у Швајцарској је историјски играло и још увек игра доминантну улогу у швајцарској економији и друштву. Према Организацији за економску сарадњу и развој (OECD), укупна банкарска актива износи 467% укупног бруто домаћег производа. Банкарство у Швајцарској је приказано, у различитим степенима тачности, у свеукупној популарној култури, књигама, филмовима и телевизијским емисијама.

## Наука
Од 16. века и Парацелзуса (право име Теофрастус Филипус Ауреолус Бомбастус фон Хоенајм), Швајцарска има дугу традицију значајних швајцарских научника. Парацелзус је увео поље хемије у медицину у 16. веку. Породица Берноули из Базела је позната по својим значајним доприносима математици током временског периода од три генерације. Леонард Ојлер је још један иновативни математичар. Орас-Бенедикт од Сосира је био природњак и пионир алпских студија. Савезни институт за технологију у Цириху је изнедрио велики број добитника Нобелове награде, док Европска организација за нуклеарна истраживања, позната као ЦЕРН, управља највећом лабораторијом за физику честица у свету. Фердинанд де Сосир био је важан научник који је допринео попљу лингвистике. Физичар Алберт Ајнштајн, рођен у Немачкој, преселио се у Швајцарску 1895. године у доби од 16 година и 1901. постао држављанин Швајцарске.

## Слободно време
Близина планина у свим областима Швајцарске увелико је утицала на слободно време швајцарских људи. Пораст броја скијалишта и рута за планинарење у швајцарским планинама довела је до тога да Швајцарци постану веома спортски свесни. Осим скијања и планинарења, рвање у швајцарском стилу (Schwingen) и даље је популарно у руралним подручјима. Недељно стрељаштво у јутарњим сатима и хорнусен (врста алпског бејзбола) су још два традиционална швајцарска спорта. Стрељаштво, тенис, голф, хокеј на леду, фудбал, кошарка, рукомет, једрење, параглајдинг, једрење, пливање, одбојка, флорбал, брдски бициклизам и планинарење по шумама и планинама су све популарне забаве. Риболов је уобичајен на многим језерима и рекама, али често је потребна дозвола. Многа планинска језера замрзавају се током зиме и користе се за керлинг, трке коња и паса, посебно око Санкт Морица.
Лозана је седиште многих међународних спортских организација, између осталог Међународног олимпијског комитета, Спортског арбитражног суда и око 55 међународних спортских удружења. Седиште ФИФА-е налази се у Цириху.

## Места Светске Баштине Унеска у Швајцарској
- Лаво виногради
- Старо градско језгро у Берну
- Кнежевска опатија у Сенкт Галену
- Три дворца у Белинцони
- Бенедиктански манастир Светог Јована
- Раетинска пруга
- Вијадукт Ландвасер
- Шо де Фон и Ле Локл
- 56 од 111 праисторијских насеља око Алпа